# Miguel Pérez Abad
Miguel Ángel Pérez Abad (Barcelona, Anzoátegui, Venezuela, 29 de agosto de 1963) es un político y empresario venezolano y el actual presidente del Banco Bicentenario. Se desempeñó como ministro para el Comercio Exterior e Inversión Extranjera de Venezuela en 2017.
Fue presidente de Fedeindustria, y antiguo Ministro de Industrias y Comercio del gobierno venezolano.

## Vida
En el 2015, fue nombrado como Comisionado del Estado Mayor Económico.
Se desempeñó como presidente de Fedeindustria desde el 2001. El 6 de enero de 2016, el presidente Nicolás Maduro lo designa como nuevo Ministro de Industrias y Comercio de Venezuela.
El 15 de febrero de 2016, es nombrado como el nuevo vicepresidente de Economía Productiva por Nicolás Maduro, reemplazando a Luis Salas.
El 7 de junio de 2017 es designado ministro del Poder Popular para el Comercio Exterior, cargo en el que fue sustituido el 26 de noviembre de 2017 por José Gregorio Vielma Mora.